# Viau (rivière)
Pour les articles homonymes, voir Viau.
Le Viau est une  rivière dans le département du Tarn, dans le Sud de la France et un sous-affluent de la Garonne par la Vèbre, l'Agout et le Tarn.

## Géographie
D'une longueur de 16,7 km, le Viau prend sa source près de Barre dans les monts de Lacaune. Il coule en direction du sud et alimente le lac du Laouzas où il rejoint la Vèbre.

### Communes et cantons traversés
- Tarn : Barre, Moulin-Mage, Nages.

## Principaux affluents
- Le rec de Montredon, ruisseau de 2,8 km.
- La rivière Caunaise descendant de Lacaune longue de 7,7 km.